# Kommunikations-Controlling
Das Kommunikations-Controlling ist eine Unterstützungs- und Steuerungsfunktion in der Unternehmenskommunikation, die Strategie-, Prozess-, Ergebnis- und Finanz-Transparenz für den arbeitsteiligen Prozess des Kommunikationsmanagements schaffen soll sowie geeignete Methoden, Strukturen und Kennzahlen für die Planung, Umsetzung und Kontrolle der Unternehmenskommunikation bzw. Public Relations bereitstellen soll.

## Begriffsabgrenzung
Kommunikations-Controlling ist abzugrenzen vom seit langem diskutierten Marketing-Controlling, das über die kommunikativen Aspekte hinaus auch andere Steuerungsparameter (Preis, Produkt, Distribution) umfasst und sich auf kundenorientierte Fragestellungen konzentriert.
Ebenso darf Kommunikations-Controlling nicht mit Evaluation oder Kontrolle gleichgesetzt werden. Die rückblickende, mitlaufende oder vorausschauende Kontrolle einzelner Maßnahmen als die letzte Phase im Prozess des Kommunikationsmanagements ist eine Aktivität, die jeder Kommunikationsverantwortliche selbst durchführen muss. Sie wird durch das häufig als Stabsfunktion organisierte Kommunikations-Controlling erst ermöglicht, indem geeignete Kriterien, Kennzahlen und Methoden zur Bestimmung der Wertschöpfung durch Kommunikation und zur Evaluation von Kommunikationsmaßnahmen bereitgestellt werden.

## Wissenschaftliche Diskussion
Die wissenschaftliche Diskussion zu Kommunikations-Controlling begann Ende der 1990er Jahre in den USA und Australien (Institute for Public Relations, Lindenmann, Macnamara) und Schweden (Hamrefors) und wird seit Anfang der 2000er Jahre international insbesondere in Deutschland (Zerfaß, Rolke) vorangetrieben.
Dabei werden im Wesentlichen vier Ebenen der Kommunikationswirkung unterschieden: Input, Output, Outcome, Outflow: Beim Input geht es um den effizienten Personaleinsatz und Ressourcenaufwand bei der Erstellung von Presseinformationen, Anzeigen, Internetauftritten usw. Auf der Ebene des Output werden einerseits die internen Leistungen von Kommunikationsabteilungen und Agenturen (Prozesseffizienz, Qualität) und zum anderen die Verfügbarkeit und Wahrnehmbarkeit von Botschaften bei den Rezipienten (Reichweite, Verständlichkeit) gemessen. Outcome bezeichnet die direkte Wirkung (Wahrnehmung, Nutzung, Wissen) und die indirekte Wirkung (Meinung, Einstellung, Emotion, Verhaltensänderung) von Kommunikation bei den Zielgruppen. Dieses Wirkungsspektrum kann mittels Medien-Resonanzanalysen oder Umfragen näher beleuchtet werden, um so zu überprüfen, ob Botschaften beim Rezipienten auch wirklich angekommen sind oder ob sich Meinungen bzw. Wahrnehmungen geändert haben. Unter Outflow wird schließlich die resultierende Wertschöpfung für das Unternehmen bzw. die Organisation verstanden; dies kann finanzielle oder strategische Ziele (Umsatz- bzw. Kaufratensteigerung, Kostenreduktion) ebenso betreffen wie immaterielle Ressourcen (Reputation, Markenwert, Mitarbeiterzufriedenheit).
Ausgehend von diesen Wirkungsstufen werden von Theorie und Praxis einerseits konkrete Kennzahlen (sogenannte Key Performance Indicators – KPI) und Messmethoden für einzelne Bereiche des Kommunikations-Controlling entwickelt. Darüber hinaus wurden in Anlehnung an die Debatte um Value Links und Balanced Scorecard (Kaplan/Norton) spezifische Wirkungsstufenmodelle vorgelegt, in denen typische Zusammenhänge von Kommunikation und Wertschöpfung für einzelne Handlungsfelder wie Investor Relations, Public Relations etc. aufgezeigt werden. Vgl. hierzu insbesondere die Wirkungsstufenmodelle der DPRG.
Insgesamt ist das Forschungsfeld des Kommunikations-Controlling noch sehr heterogen. Während viele Diskussionen sich bislang auf operative Erhebungsmethoden konzentrieren, gehen neuere Konzepte auf den Zusammenhang von Kommunikation und immateriellen Werten ein.

## Methoden
Je nach Ebene der Messung gibt es verschiedene Methoden, die sich mehr oder weniger etabliert haben und entweder von den Kommunikationsverantwortlichen selbst praktiziert oder an Dienstleister ausgelagert werden (können). Diese reichen von einfachen Methoden der Medienbeobachtung (Clippings, Webtracking) über Befragungen und Medienresonanzanalysen bis hin zu elaborierteren Formen auf Basis der Balanced Scorecard oder ähnlichen Mehrfaktoren-Modellen bzw. integrierten Systemen.

## Praktische Bedeutung
Die Messung der Wirkungen und des Erfolgs kommunikativer Leistungen wird von Unternehmen mehr und mehr gefragt, insbesondere in Zeiten wirtschaftlicher Instabilität und schrumpfender Budgets. Laut dem European Communication Monitor (ECM), einer europaweiten Trendumfrage unter Kommunikations- und PR-Verantwortlichen, sind Evaluation und Kommunikations-Controlling derzeit die wichtigsten Handlungsfelder in der Wirtschaft. Die Verknüpfung von Unternehmensstrategie und Kommunikation und somit die Optimierung der Messung auf Outflow-Ebene wird dabei die zentrale Herausforderung darstellen, so das Ergebnis der Studie.
Auch in der Praxis zeigt sich ein heterogenes Bild, was den derzeitigen Implementierungsstand betrifft. Controllingaktivitäten konzentrieren sich noch immer stark auf die Outputebene, namentlich auf Medienmonitoring und Internetstatistiken. Wohingegen große börsennotierte Unternehmen den Wertbeitrag der Kommunikation bereits auf Ebene der Unternehmensbewertung und entsprechender Kennzahlen zu erfassen versuchen, sind KMU und insbesondere öffentliche Institutionen und NGOs oftmals noch nicht auf diese Ebenen der Messung vorgedrungen. Fast jedes zweite börsennotierte Unternehmen (45 Prozent) misst laut ECM den Beitrag der Kommunikation in Hinblick auf die Unternehmensziele mit Scorecards oder anderen Methoden; bei Non-Profit-Unternehmen tun dies hingegen nur 19,7 Prozent.